# Lucio Papirio Cursor (cónsul 293 a. C.)
Lucio Papirio Cúrsor  un hijo del consular del mismo nombre Lucio Papirio Cursor, no menos distinguido general que su padre.

## Carrera política
Fue nombrado cónsul en el año 293 a. C. con Espurio Carvilio Máximo como colega, en el momento de la tercera guerra samnita. Los samnitas, después de enormes esfuerzos, habían invadido Campania, pero los cónsules, en lugar de atacarlos allí, penetraron en su país sin protección, y por lo tanto obligaron a los samnitas a retirarse.
Papirio tomó la ciudad de Duronia, y junto con su colega devastaron Samnio. A continuación, plantó su campamento enfrente del ejército samnita cerca de Aquilonia, a cierta distancia del campamento de Carvilio.
Pasaron varios días antes de que Papirio atacara al enemigo, y se acordó que Carvilio debía hacer un ataque sobre Cominium el mismo día en que Papirio ofrecería batalla a los samnitas, a fin de evitar que estos obtuvieran algún tipo de auxilio de Cominium.
Papirio, de esta forma, obtuvo una brillante victoria, principalmente gracias a su caballería, y los samnitas huyeron a su campamento sin ser capaces de mantenerlo. Sin embargo continuaron su lucha contra los dos cónsules, e incluso golpearon a Carvilio cerca de Herculano, pero no sirvió de nada, pues los romanos, poco después, de nuevo obtuvieron la ventaja.
Papirio continuó sus operaciones en Samnio hasta el comienzo del invierno, y luego regresó a Roma, donde él y su colega celebraron un triunfo magnífico. El botín que Papirio expuso en esa ocasión era muy rico, pero sus tropas, que no estaban satisfechas con el botín al que habían sido autorizadas, murmuraron contra él, porque no imitó a Carvilio, que había distribuido dinero entre ellos, pues todo lo entregó a la tesorería. Dedicó el templo de Quirinus, que su padre había prometido, y lo adornó con un solarium lioroloyium, o un reloj de sol, el primero que se expuso en público, en Roma.
Fue elevado al consulado de nuevo en 272 a. C., junto con su antiguo colega, Carvilio, debido a que las hazañas de su antiguo consulado habían causado tal impresión en los romanos, que eran considerados como los únicos hombres capaces de llevar la lucha fatigosa contra los samnitas hasta su fin. Y, efectivamente,   los samnitas, lucanos, y brutios se vieron obligados a someterse a Roma. Pero no tenemos relato de la manera en que las naciones fueron reducidas.
A su regreso a Roma, Papirio celebró su segundo triunfo, y después de este evento no se habla más de él.